# La furia del peccato
La furia del peccato (Kvinna utan ansikte) è un film svedese diretto da Gustaf Molander con la sceneggiatura di Ingmar Bergman.

## Trama
I dilemmi esistenziali di Martin che abbandona la famiglia per Jeanne.

## Riconoscimenti
- 9ª Mostra internazionale d'arte cinematografica di Venezia (1948)
  - Medaglia della Biennale